# NV・アレーナ
NVアレーナ（NV Arena）は、オーストリア・ニーダーエスターライヒ州の州都ザンクト・ペルテン市にあり、
オーストリア・ブンデスリーガ2部に属するSKNザンクト・ペルテンのホームスタジアムである。
屋根付きで8000人の収容能力を持っている。2012年に開場した新しいスタジアムである。スタジアムの命名権は、株式会社Niederösterreichische Versicherungが保持している。運営会社は有限会社Sportzentrum Niederösterreich。NVアレーナはオーストリアに25ある最も大きなサッカースタジアムの一つであり、また30ある最も大きなスポーツ競技場の一つに数えられる。

## インフラ

### 交通とアクセス
NVアレーナの横には、16台分のバス駐車場、50台分の障害者専用駐車場、乗用車800台分の駐車場そして500台分の駐輪場が完備されている。
スタジアムは州都ザンクト・ペルテン市にある有限会社Sportzentrum Niederösterreichの敷地内にある。
常時約8000座席が設置され、その内800席がVIP/ボックスシート及びビジネスクラブ用に割り当てられている。必要な場合は、拡張工事なしで13000席まで増やすことができる。
スタジアムはオーストリアサッカー協会による上位リーグの試合運営のための要項(オーストリア・ブンデスリーガのライセンス要覧)に沿って設備されていて、UEFAヨーロッパリーグ、UEFAヨーロッパカンファレンスリーグ、UEFA女子チャンピオンズリーグの試合開催のための諸条項をも満たしている。

## 建築史、資金調達、所有関係、経営コスト
スタジアムは2011年1月から同年11月までの間で建造され、それ以来有限会社Sportzentrum Niederösterreichが運営している。
施工主及び所有者は有限会社Treisma Grundstücksverwaltungs(NÖ Hypo Leasingの100%子会社)。
借り主及び運営会社は有限会社Sportzentrum Niederösterreichで、当スタジアムがSKNザンクト・ペルテンに貸し出される形態をとっている。
インフラ設備含め予定された総工費は約2570万ユーロであった。(その内訳はインフラ設備を含めない純粋な競技場建設費が1800万ユーロ、地代と駐車場建設費が約770万ユーロ。)

## 試合及びシーズン

### SKNザンクト・ペルテン
2012年7月7日、SKNザンクト・ペルテン、SKラピード・ウィーン、ACスパルタ・プラハが参加した特別親善トーナメントが新スタジアムのこけら落としになった。
3試合とも引き分けで勝負がつかず、優勝チームは出ずに終わった。最初の国内リーグ戦は2012年7月20日に開催され、ファースト・ヴィエナFCに5-2で勝利した。
また、SKNザンクト・ペルテンの試合のみならずオーストリアの男子アンダー代表やサッカーオーストリア女子代表の国際試合が定期的に開催されている。
その他、Austrian Football League 2013, Austrian Football League 2014, American-Football-Europameisterschaft 2014など他競技の大きな試合も開催されている。

## ネーミングライツ
開場前に締結した命名権を持ったスポンサー企業として、株式会社Niederösterreichische Versicherungにより”NV アレーナ”と命名された。